# Alvimopan
L'Alvimopan est un médicament utilisé pour raccourcir le délai de reprise du transit après chirurgie. Il est vendu sous le nom de marque Entereg.

## Mode d'action
Il s'agit d'un antagoniste des récepteurs opioïdes μ à action périphérique.

## Usage médical
L'Alvimopan est un médicament utilisé pour accélérer la guérison d' un iléus après une résection intestinale partielle avec anastomose chirurgicale.Le médicament  peut être utilisé après une chirurgie de l'intestin grêle ou du gros intestin. Le médicament est pris par voie orale.

## Effets secondaires
Les effets secondaires de ce médicament comprennent les brûlures d'estomac. D’autres effets secondaires peuvent inclure une crise cardiaque ou un faible taux de potassium,. La sécurité de ce médicament pendant la grossesse n'est pas claire.

## Histoire
Le médicament a été approuvé pour un usage médical aux États-Unis en 2008. Aux États-Unis, 15 doses de 12 mg coûtent environ 2 900 dollars américains en 2022.